# Palazzo d'Afflitto
Palazzo D'Afflitto je palača koja se nalazi u četvrti San Giuseppe u Napulju, u Italiji, uz Palazzo Capomazza di Campolattaro. Pripadao je kneževskoj obitelji d'Afflitto. Na trećem katu nalazi se nedavno obnovljena crkva Real Monte Manso di Scala, izgrađena na vrhu slavne kapele Sansevero. Palača je sagrađena u 15. stoljeću, ali je doživjela brojne pregradnje.

## Zaklada Real Monte Manso di Scala
Zaklada Real Monte Manso di Scala nastala je 1608. kao dobrotvorna ustanova pod pokroviteljstvom Marchese di Villa, Giovannija Battiste Mansa di Scale. Cilj je bio poduprijeti studij sjemeništa siromašnih aristokrata. Školovanje je povjereno isusovačkom redu. Za te je svrhe dobrotvorna ustanova kupila današnju palaču 1654. od Principe di Scanno, Girolamo d'Afflitto. Manso je 1611. također bio jedan od osnivača književne humanističke grupe, Accademia degli Oziosi (Akademija besposlenih) u Napulju. U tome mu je pomogao potkralj Don Pedro Fernández de Castro y Andrade, kojemu je Miguel de Cervantes posvetio mnoga svoja djela.
Godine 1747., dobrotvorna zaklada također je kupila od Raimonda di Sangra, princa od Sansevera, područje iznad Cappella Sansevero, gdje su sagradili crkvu, prema nacrtima Marija Gioffreda. Palača i arhiv sjemeništa pretrpjeli su pljačku tijekom Napoleonovih ratova, a ukinuti su 1820. godine, iako je dobrotvorna zaklada nastavila postojati i danas. Jedno krilo palače teško je oštećeno tijekom Drugog svjetskog rata.
Crkva je bila zatvorena od 1959. godine, a više je oštećena, posebno u majoličkom pločniku, koru i stropu, tijekom potresa 1980. godine. Godine 2009. obnovljena je crkva ponovno otvorena, a u želji da profitira od turističkih posjeta susjednoj kapeli Sansevero, organizirani su obilasci. Sadrži oltar s kipovima isusovačkih svetaca Ignacija Loyolskog i Franje Ksaverskog, s platnom Madone i djeteta i svetaca Francesca de Mure. Kip Bezgrešnog začeća s puttijem dovršio je Nicola Ingaldi. Novi dodatak je moderna skupina kipova Krista otkrivenog Giuseppea Corcionea; kip spominje Krista pokrivenog velom Giuseppea Sanmartina u Capella Sansevero.

## Vanjske poveznice
|  | Zajednički poslužitelj ima još gradiva o temi Palazzo d'Afflitto |